# 香港聖公會香港島教區

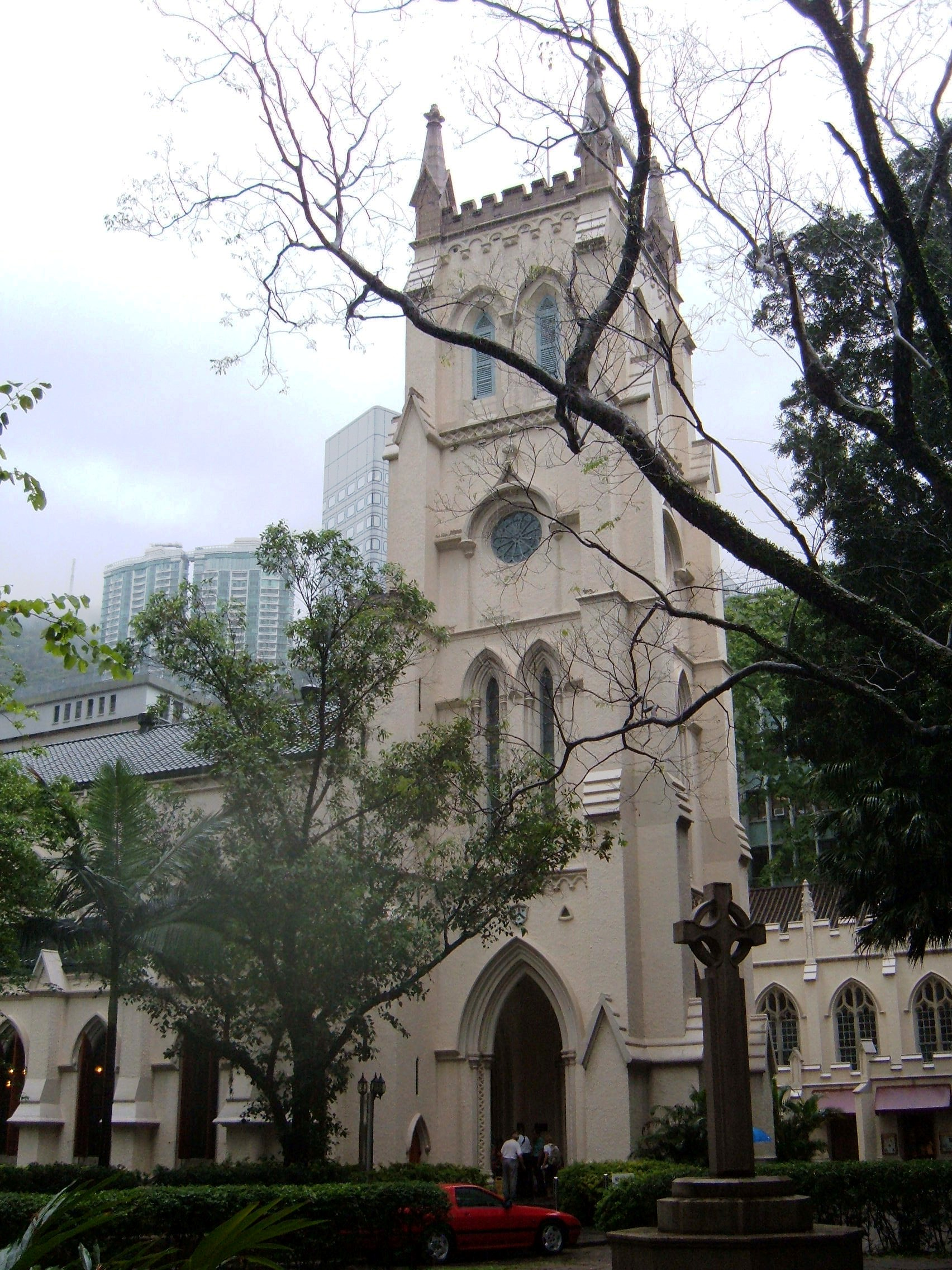
聖約翰座堂

香港聖公會香港島教區是1998年成立的香港聖公會教省轄下的一個教區，管轄地區包括香港島、離島區、大嶼山北及馬灣。教區主教是謝子和主教；教區榮休主教是鄺保羅榮休大主教及鄺廣傑榮休大主教。

## 歷任教區主教
- 第一任：鄺廣傑榮休大主教（1998年-2006年）
- 第二任：鄺保羅榮休大主教（2007年至2020）
- 第三任：謝子和主教（2021年至今）

## 教區的資料
- 教區成立日期：1998年9月22日
- 教區主教：謝子和主教（第三任）
- 現任教區總幹事：劉永勤牧師
- 教區座堂：聖約翰座堂
- 教區辦事處地址：香港般咸道71號

## 教區的組成

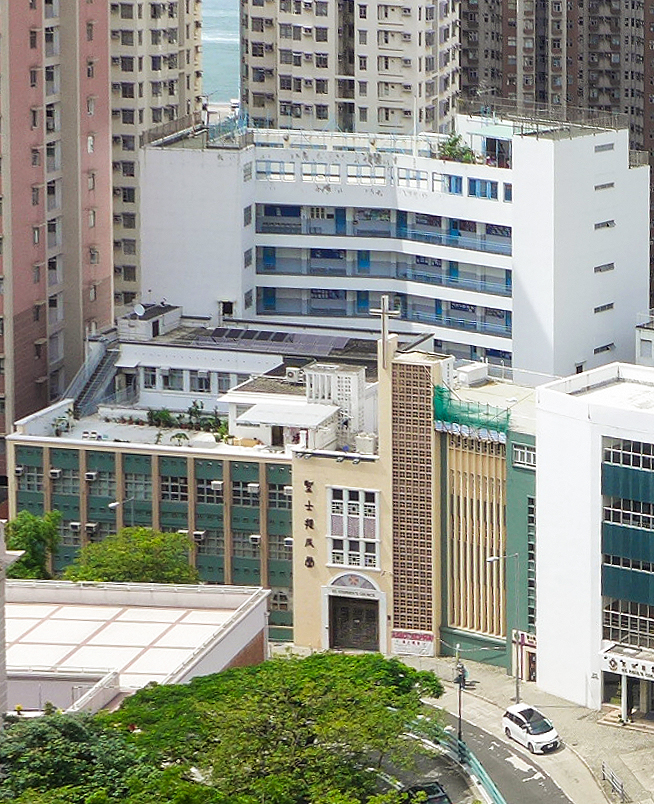
般咸道聖士提反堂小學暨幼稚園

### 幼稚園
1. 主誕堂幼稚園
2. 聖公會幼稚園
3. 聖公會幼稚園 (分校)
4. 聖雅各堂幼稚園
5. 聖路加堂幼稚園
6. 聖馬太堂幼稚園
7. 聖保羅堂幼稚園
8. 聖彼得堂幼稚園
9. 聖彼得堂幼稚園 (赤柱分校)
10. 聖士提反堂幼稚園

### 小學
1. 聖公會置富始南小學
2. 聖公會田灣始南小學
3. 聖公會基恩小學
4. 聖公會呂明才紀念小學
5. 聖公會柴灣聖米迦勒小學
6. 聖公會聖雅各小學
7. 聖公會聖馬太小學
8. 聖公會聖米迦勒小學
9. 聖保羅男女中學附屬小學
10. 聖保羅書院小學
11. 聖公會聖彼得小學
12. 聖士提反女子中學附屬小學
13. 聖士提反書院附屬小學
14. 聖公會偉倫小學

### 中學
1. 聖公會李福慶中學
2. 聖公會呂明才中學
3. 聖馬可中學
4. 聖保羅男女中學
5. 聖保羅書院
6. 聖士提反堂中學
7. 聖士提反書院
8. 聖士提反女子中學
9. 聖公會鄧肇堅中學

### 社會服務機構
1. 香港聖公會福利協會港島及離島地域辦事處
2. 香港聖公會福利協會培訓學院
3. 香港聖公會中西區長者日間護理中心
4. 香港聖公會中西區改善家居及社區照顧服務
5. 香港聖公會長者康健綜合服務中心
6. 香港聖公會主誕堂長者鄰舍中心
7. 香港聖公會主誕堂明華活動中心
8. 香港聖公會聖基道兒童院
9. 香港聖公會聖路加福群會綜合家居照顧服務隊
10. 香港聖公會聖路加福群會長者鄰舍中心
11. 香港聖公會聖馬太長者鄰舍中心
12. 香港聖公會東涌幼兒園
13. 香港聖公會東涌家務助理服務單位
14. 香港聖公會東涌綜合服務
15. 香港聖公會西環長者綜合服務中心
16. 聖雅各福群會
17. 聖雅各福群會學童課餘託管中心
18. 聖雅各福群會寶翠園幼兒中心
19. 聖雅各福群會中西區長者地區中心
20. 聖雅各福群會銅鑼灣幼兒中心
21. 聖雅各福群會銅鑼灣綜合家居照顧服務隊
22. 聖雅各福群會青年服務辦事處
23. 聖雅各福群會青萌銅鑼灣綜合服務中心
24. 聖雅各福群會青萌柴灣綜合服務中心
25. 聖雅各福群會跑馬地綜合服務隊
26. 聖雅各福群會家居訓練及支援服務
27. 聖雅各福群會麥潔蓮幼兒中心
28. 聖雅各福群會健智支援服務中心
29. 聖雅各福群會李節街護老之家
30. 聖雅各福群會李節街單身人士宿舍
31. 聖雅各福群會雅逸居及雅逸綜合服務隊
32. 聖雅各福群會退休人士服務中心
33. 聖雅各福群會西安中心
34. 聖雅各福群會深入就業援助計劃
35. 聖雅各福群會朗逸居及朗逸綜合服務隊
36. 聖雅各福群會真光護老之家
37. 聖雅各福群會浣沙長者中心

### 牧區及傳道區

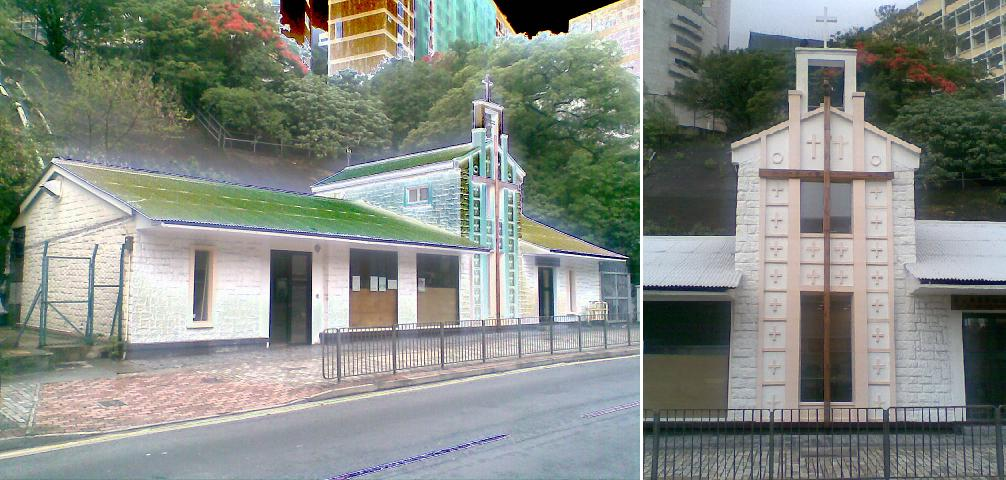
聖公會聖路加堂牧民中心

#### 英語聯區
1. 聖約翰座堂 St. John's Cathedral (英語堂 English Speaking)(座堂主任牧師：陳國強座堂主任牧師)
2. 以馬內利堂(英語堂English Speaking)Emmanuel Church(主理聖品：馬若斌牧師)
3. 赤柱聖士提反堂 St. Stephen's Chapel (英語堂 English Speaking)(主理聖品：劉偉力牧師)
4. 愉景灣堂(英語堂 English Speaking)Discovery Bay Church(主理聖品：葛德儒牧師)

#### 西南聯區
1. 聖士提反堂St. Stephen's Church (主任牧師：葉錦輝法政牧師；助理聖品：余鋒倫牧師；輔理聖品：梁麗娥牧師)
2. 聖提摩太堂St. Timothy's Church(主任牧師：蔡樂媚牧師)
3. 聖路加堂 St. Luke's Church (主任牧師：葉錦輝法政牧師；輔理聖品：梁麗娥牧師)

#### 東區聯區
1. 聖馬利亞堂St. Mary's Church (主任牧師：徐旭帆牧師；助理聖品：勞漢賢牧師；輔理聖品：劉永勤牧師

)
1. 聖雅各堂 （页面存档备份，存于） St. James' Church (主任牧師：何潔瑩牧師；輔理聖品：魯潤森牧師)
2. 北角聖彼得堂 St. Peter's Church, North Point(主任牧師：梁智偉牧師)
3. 主誕堂 Holy Nativity Church (主任牧師：洗月芬牧師)
4. 聖恩堂 Grace Church(主理聖品：梁智偉牧師)

#### 其他牧區及傳道區
1. 基督榮光堂 Church of the Ascension(主理聖品：孔繁漢牧師)
2. 弘道堂 Church of the Incarnation(主理聖品：鄧華錦牧師)
3. 聖馬太堂 St. Matthew's Church (主任牧師：梁家佐牧師)
4. 聖保羅堂St. Paul's Church (主任牧師：林振偉法政牧師；輔理聖品：吳汝林牧師；助理聖品：莫冠文牧師)